# 程履端
程 履端（てい りたん、Chen Lüduan、1945年 -）は、中国江西省景徳鎮出身の書法画家・書家・書道家。
「中国芸術六大名家」「中国魅力書画五大家」の一人。
代表作品としては国宝にもなっている「華夏和調杯」に加え「江雪」「登黄鶴楼」「精気神」「鴻運当頭」等。
また独創的な象形書道「馬・佛・情・舞」がある。

## 略歴
- 2005年11月から2006年11月のわずか一年間で金賞11・銀賞6・銅賞4を獲得する。
- 2011年5月、北京にて「最も影響力のある10人の英傑」として表彰され、同年9月には「中国社会の進歩に突出した貢献者」の称号を授与される。
- 翌2012年には「特色ある社会主義を建設する事に貢献した人物」にも選ばれ、2013年に范曾・沈鵬・黄永玉・馮遠・饒宗頤等と「中国芸術六大名家」、劉大為・范曾・欧陽中石・黄永玉等と「中国魅力書画五大家」と評される。
- 2014年には「中国芸術圏十大人物」、2015年には「全国徳芸能芸術家」に輝いた[1]。

## 受賞
・「黄山杯全国書画大会」金賞 
・「中国第1回文士連合書法大会」金賞 
・「華夏和諧頌——世界華人新春書法大会」金賞
・「橘子洲杯全国書法大会」金賞 
・「第1回太白杯全国書画大会」金賞 
・「全国書画家弘揚仁義礼智信邀請会」金賞 
・「第三回盛世中華杯全国書画大会」金賞 
・「燃情歳月全国書画作品北京邀請会」金賞 
・「2006香港海内外書画名家作品展」金賞 
・「全国書画名家名作邀請展」金賞 
・「相約香港·中国老年書画代表展」金賞 
・「隆重紀念香港回帰十周年中国老年書画代表作品展」金賞 
・「紀念中国人民解放軍80周年全国書法大会」金賞 
・「奥運杯·中国当代書法大観」金賞 
・「四方杯国際美術摂影作品」金賞 
・「慶回帰十周年両岸三地民間書画芸術展」金賞 
・「歳月如歌 当代老年書画芸術展」金賞 
・「芸術豊碑·中国書法史籍邀請展」金賞 
・「紀念欧陽詢誕辰1450周年全国書画大会」金賞 
・「情感夕陽·全国老干部、老将軍、老党員、老専家、老老師、老戦士展」金賞 
・「中国第1回中老年書法家収蔵拍売作品集」金賞 
・「紀念香港回帰祖国十周年中華書画作品大会」金賞 
・「和諧盛世春 慶香港回帰祖国十周年国際書画大会」金賞 
・「紀念建軍85周年書画聯展」金賞
・「建党85周年首届首届和諧杯全国書画摂影大展」一等賞 
・「中国首届米 杯全国書画展賽」一等賞 
・「新世紀杯中国書画大奨」一等賞等